# Pierre Casani
Pierre Casani (Lucques, 8 septembre 1570 - Rome, 17 octobre 1647) est un prêtre italien de l'ordre des clercs réguliers de la Mère de Dieu pour les écoles pies et reconnu bienheureux par l'Église catholique.

## Biographie
Il naît à Lucques le 8 septembre 1572 de parents nobles. En 1594, à l'âge de 22 ans, il entre chez les clercs réguliers de la Mère de Dieu fondée à Lucques par saint Jean Leonardi (1541-1609). Son maître des novices est le vénérable Jean-Baptiste Cioni; il prononce ses vœux en octobre 1597 puis il est ordonné prêtre le 23 septembre 1600 dans la basilique Saint-Jean-de-Latran.
Il est dans la congrégation de la Mère de Dieu depuis plusieurs années, quand en 1614, le pape Paul V fusionne la congrégation de Lucques avec les écoles pies fondées par saint Joseph Calasanz (1588-1648) en 1597. Cependant l'expérience n'est pas concluantecar les buts et les méthodes des deux congrégations sont différentes : les écoles pies considèrent l'enseignement comme prioritaire tandis que la congrégation de la Mère de Dieu se dédie principalement au ministère sacerdotal et voit l'école comme une annexe de son apostolat. En 1617, après une cohabitation de trois ans, le pape dissout l'union et donne aux membres des deux instituts de faire un choix. Casani et quelques frères laïcs passent définitivement dans les écoles pies.
Le 25 mars 1617, il reçoit l'habit religieux en même temps que le fondateur et plusieurs compagnons ; il prend le nom de Pierre de la Nativité de Marie. Il est nommé recteur des écoles de San Pantaleo à Rome, maître des novices, professeur de philosophie et de théologie, puis assistant général et visiteur des collèges. Il est l'assistant principal de Calasanz dans la diffusion des écoles pies en Italie et en Allemagne. Il tente d'établir une maison à Messine mais les jésuites sont déjà présents avec leurs écoles sur l'île ; il s'installe donc  à Naples en 1627. Il fonde aussi les maisons de Bisignano (1627) et Campi Salentina (1628).
Il est de retour à Rome en 1630 où il écrit un témoignage en vue d'une éventuelle béatification du vénérable Glycère Landriani (1588-1618), religieux piariste. Il enseigne la philosophie et la théologie au noviciat de Rome en 1631. En 1642, un membre de l'institut le dénigre ainsi que le fondateur à tel point que l’inquisition les dépose. En 1646, on propose même aux piaristes de choisir une autre congrégation de leur choix.
Casani décède le 17 octobre 1647 à Rome. Calasanz demande de rassembler des témoignages pour une future cause de béatification de Casani mais la situation de l'ordre ne permet pas d'entamer un procès canonique. En 1656, les écoles pies sont reconnues congrégation religieuse et les religieux se concentrent sur le procès du fondateur. En 1905, l'enthousiasme pour la béatification d'un autre piariste, Pompile Marie Pirrotti (1710-1766)est la raison pour laquelle la cause du Père Casani est officiellement lancée. Le 22 janvier 1991, il est reconnu vénérable par Jean-Paul II et béatifié par le même pape le 1er octobre 1995.